# Orthographia Bohemica
Orthographia Bohemica je anonymní latinský spis z počátku 15. století, ve kterém je pro češtinu vůbec poprvé navržen diakritický pravopis. Za možného autora Orthographia Bohemica je považován Mistr Jan Hus, ale podle moderních historiků, to není přesně dokázáno.

## Název a datace spisuOrthographia Bohemica
Autorství ani přesná datace spisu, známého pod jménem Orthographia Bohemica (Český pravopis), nejsou jisté. Za autora bývá považován Jan Hus, rok vzniku spisu je pravděpodobně 1406 nebo 1412. Obojí bylo ovšem stanoveno na základě historického a filologického bádání, původní prameny tyto údaje neobsahují.

## Obsah spisu
Účelem tohoto pojednání je zjednodušit a sjednotit český pravopis, aby bylo možno „zřetelně a snadněji“ číst a psát. Namísto pravopisu spřežkového, ve kterém byla jedna hláska mnohdy vyjadřována několika písmeny, nabízí pro češtinu pravopis diakritický, kde jedno písmeno označuje vždy jen jednu hlásku a odlišná kvalita příbuzných hlásek (např. r a ř) je označena rozlišovacími (tj. diakritickými) znaménky. Stručně je možné shrnout pravopisné změny obsažené ve spisu Orthographia Bohemica takto:
1. Jednoduchá latinská písmena (a s nimi i latinskou spřežku ch), která se užívala i pro psaní česky, přijal v té platnosti, jakou měla podle středověké latinské výslovnosti v Čechách obvyklé. Jediný rozdíl byl v tom, že písmeno c užíval vždy pro hlásku c a nikdy pro k. Písmeno d tedy znamenalo d jako v latině, písmeno g před e a i hlásku j, v ostatních případech hlásku g atd. Toto platilo pro všechny české hlásky, které se vyskytovaly i ve středověké latině.
2. České souhlásky, které latina neměla, radil psát písmenem hlásky příbuzné s tečkou nad ní. A protože čeština měla kromě hlásek užívaných v latině jednak některé měkké souhlásky, jednak tvrdé ł, znamená tečka nad n, d, t, c, z, s a vysokým s měkkost a nad l tvrdost souhlásky. Ve spisu je tečka označována latinským termínem punctus rotundus, který bývá mylně překládán jako krátké nabodeníčko.[pozn. 1]
3. Dlouhé samohlásky, které latina sice měla, ale neoznačovala je diakritickými znaménky, radí Orthographia Bohemica psát písmeny pro příbuzné hlásky krátké s čárkou nad nimi (tak, jak se píší i dnes). Čárka je zde označována jako gracilis virgula, což bývá opět mylně překládáno jako dlouhé nabodeníčko.

Jednoduchost a revolučnost pravopisu Orthographia Bohemica vyjde najevo, uvedeme-li zde jako příklad varianty zápisu hlásky ř, jak je uvádí ve své historické mluvnici Jan Gebauer. Ř se v rukopisech před Husem psalo všemi těmito spřežkami: rz – rrz – rs – rzs – rzss – zr – sr – rzs – rzz. Některé spřežky byly víceznačné, např. dvojité ss se mohlo číst jako s, š, z nebo ž. Dlouhé samohlásky se pak buď psaly bez označení délky, nebo se psaly dvojitě (někdy se druhé písmeno nadepsalo), případně se označovaly nejednotně různými čárkami či jinými znaménky. Tak například é se psalo takto: e – ee –  é – ě. Nedalo se ani předpokládat, že týž písař bude důsledně užívat „své“ spřežky; často jejich užití kolísá v jediném rukopisu.

## Význam a vlivOrthographia Bohemica
Orthographia Bohemica je prvním známým spisem, ve kterém se podobná pravopisná úprava navrhuje pro slovanský jazyk. Není dodnes plně objasněno, odkud Jan Hus (byl-li autorem) čerpal pro toto dílo inspiraci. Uvažuje se v této souvislosti např. o hebrejštině, o dánských učencích působících na Sorboně či o dopisech svatého Jeronýma, zcela jistě se dá předpokládat dobrá znalost soudobého písařského úzu (z něj byla nejspíše přejata čárka pro označení dlouhé samohlásky). Podle studie F. V. Mareše byla podnětem k sepsání Orthographia Bohemica znalost hlaholice, užívané charvátskými mnichy v klášteru Na Slovanech. Významnost spisu spočívá v tom, že diakritická znaménka uspořádal do soustavy, která svým logickým uspořádáním a praktickou využitelností daleko překročila jak úzus své doby, tak i doby pozdější.
Uvedený pravopis v době, ve které byl napsán, totiž nebyl všeobecně přijat. Změna úzu nastávala postupně až se zavedením knihtisku, výrazně se projevila po vydání tzv. Náměšťské mluvnice (1533); u písařů se ovšem změny prosazovaly pomaleji než v tištěných knihách. Ani v 16. století ovšem nedbali tiskaři a písaři předpisů Orthographia Bohemica a nadále zachovávali např. některé spřežky (např. ss pro š), v jejich užívání ale byli již o poznání jednotnější.

## Nález a vydání
Spis Orthographia Bohemica nalezl František Palacký dne 13. srpna 1826 v Třeboni. Veřejnost byla s existencí tohoto díla seznámena o rok později, v prvním čísle nově založeného Časopisu společnosti vlastenského Museum v Čechách, avšak k jeho vydání došlo až po dalších bezmála třiceti letech. Latinský text s překladem vyšel r. 1857 ve Slavische Bibliothek ve Vídni zásluhou A. V. Šembery, který tehdy působil na tamní univerzitě jako profesor českého jazyka a literatury. Rok nato pak v Praze v pátém svazku „Mistra Jana Husi sebraných spisů“ vychází český překlad s krátkým úvodem Václava Flajšhanse, dodnes poslední vydaný český překlad tohoto spisu. Latinské znění bylo pak vydáno ještě dvakrát: poprvé v nezměněné Šemberově edici v novém vydání Slavische Bibliothek v Amsterdamu r. 1965, podruhé s německým překladem a s novým komentářem r. 1968 ve Wiesbadenu v nové edici J. Schröpfera.
Latinský text Šemberův vycházel zřejmě jen z Palackého opisu třeboňského rukopisu, Schröpfer pak podává nové opravené (byť ne bezchybné) vydání třeboňského rukopisu. Kritickou edici třeboňského rukopisu i excerpt vydala spolu s českým a anglickým překladem traktátu v roce 2019 Kateřina Voleková.

## Zachované rukopisy
Husův autograf spisu Orthographia Bohemica se nedochoval. Jediný jeho úplný opis, který máme k dispozici, sepsal řeholník Kříž z Telče (právě tento opis nalezl pak Palacký). Jeho stáří nelze přesně určit; samotný opis Orthographia Bohemica datován není, pouze na jeho konci je uvedeno denní datum In die Leonardi, tj. 6. ledna, které ovšem může znamenat jak datum dokončení původního spisu, tak i dokončení opisu Křížem z Telče. V jednom svazku s Orthographia Bohemica se ovšem nachází více děl, z nichž některá datována jsou: tři z nich nesou letopočet 1459, jedno pak 1457. Spisy nejsou řazeny chronologicky, a tak vodítko k určení stáří rukopisu Orthographia Bohemica je jen velmi přibližné.
Kromě uvedeného Křížova rukopisu máme k dispozici ještě excerpta uložená v Archivu Pražského hradu. Z jejich srovnání s Křížovým rukopisem (viz článek Anežky Vidmanové) vyplývá, že třeboňský rukopis je na mnoha místech nespolehlivý.